# 矢絣

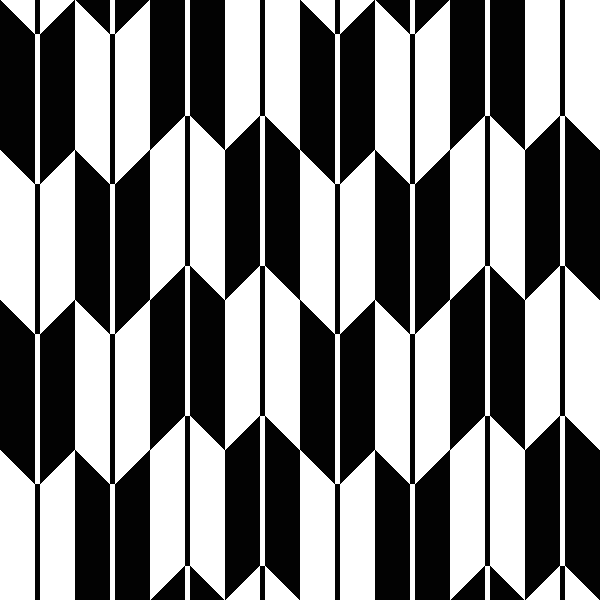
矢絣の意匠例。

矢絣（やがすり）とは、矢羽根を図案化した模様のある絣のこと。また、この絣の柄の意匠のことも指す。

## 解説
「矢羽根」または「矢筈」とも呼ばれる。経絣（たてがすり）と呼ばれる絣の一種で、経糸（たていと）を染め分けることによって幾何学模様のような矢羽根の模様を作る。
もとは縦縞の間に市松模様のような柄を入れた絣があり、この絣を着た人物が鈴木春信や喜多川歌麿などの錦絵に見られる。さらにこの柄が江戸時代後期に変化して出来たのが矢絣の模様であったとされる。江戸時代にはこの矢絣を含めた縞の絣の着物を武家の奥女中が用いたが、これは紫や紺色に染めた縞縮緬で「御殿絣」と称し、京都西陣で作られた。この矢絣は西陣では、「ハシゴ」という道具に経糸を掛けて織る。『守貞謾稿』の「織染」には、縞模様の種類について述べた中に以下の記述がある。
この「竪島に竪かすり交へたる縞」が「御殿絣」に当たると考えられ、また京や大坂では天保以前に娼妓も着ていたとある。六代目尾上梅幸によれば、矢絣は江戸で屋敷勤めの腰元が多く着たもので、奥向きの用で外出するときに着たという。矢絣は明治時代や大正時代には女学生を始めとする若い女性の間で流行し、当時の文学作品にも取り上げられている。
矢絣の模様は絣だけではなく型染めの意匠にも使われており、かつて東北の仙台地方で盛んに作られていた常盤紺型染には、矢絣模様を摺るための型紙が伝わっており、矢羽根に桜や井桁など他の模様と組み合わせたものも見られる。江戸東京博物館にも矢絣模様の型紙が所蔵されている。

## ギャラリー

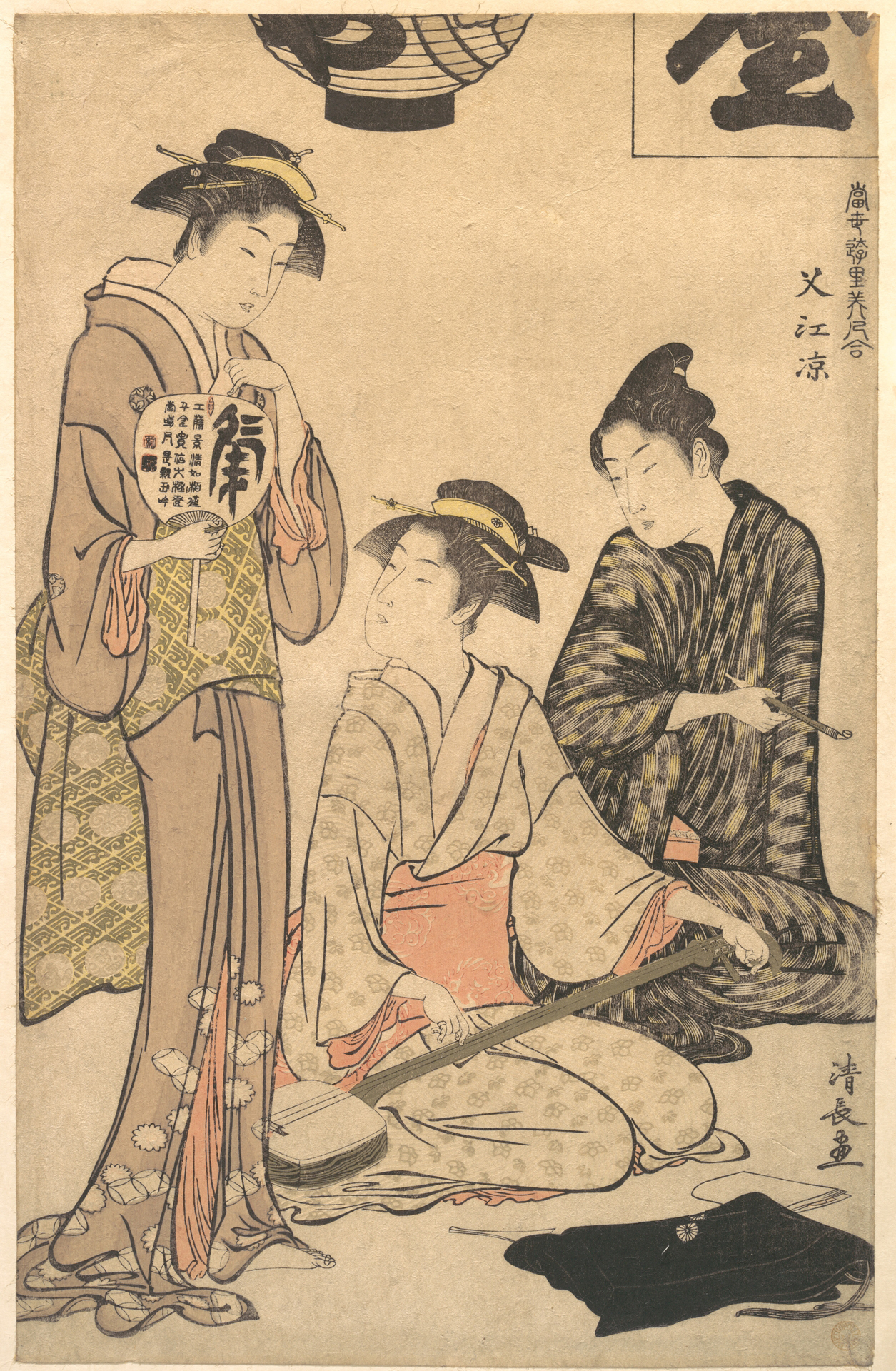
「当世遊里美人合　叉江涼」　鳥居清長画。右側奥の前髪の男が、縦縞に市松模様のような柄の入った絣を着ている。
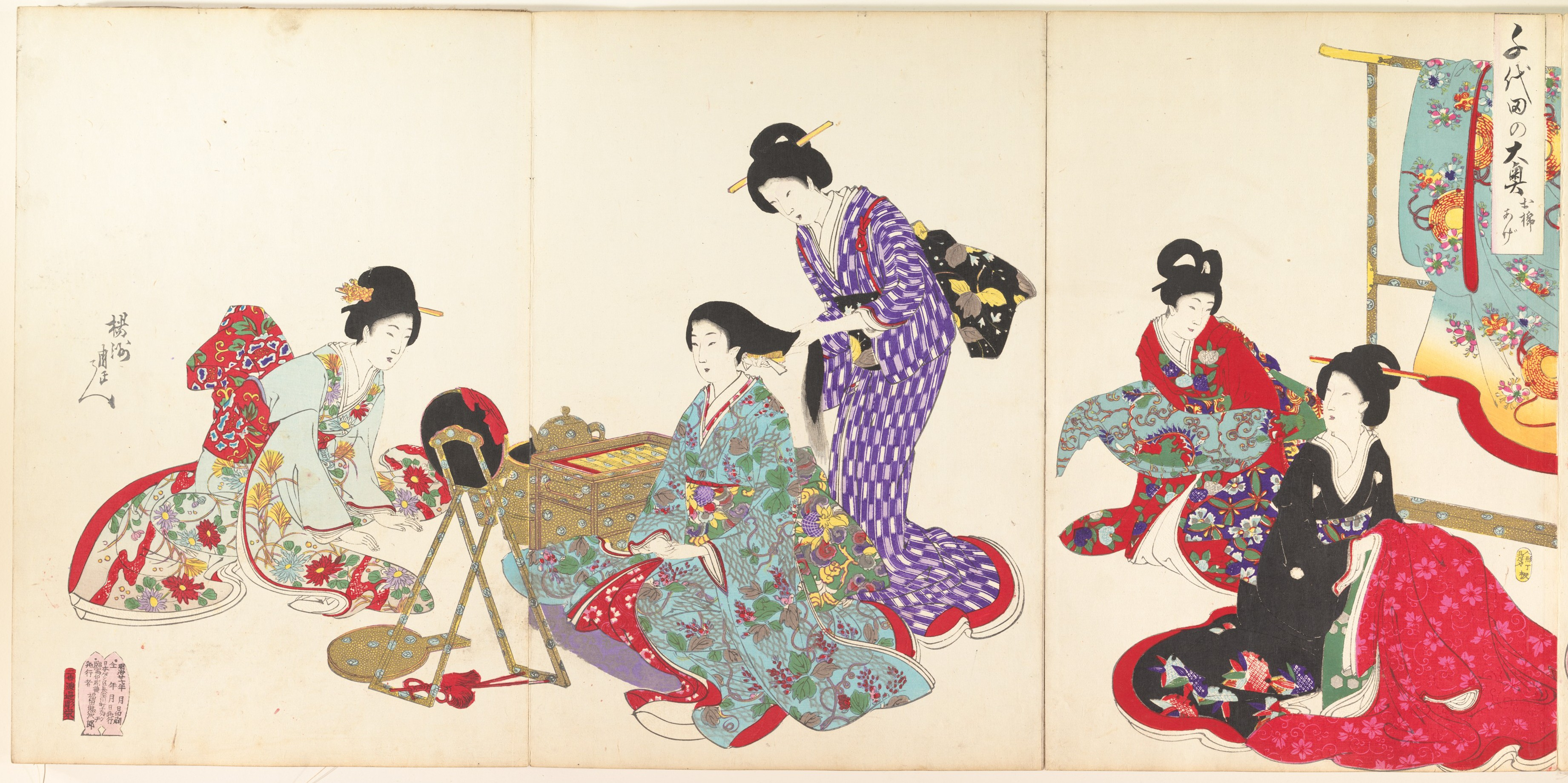
「千代田の大奥　お櫛あげ」　明治27年（1894年）、楊洲周延画。江戸時代の江戸城大奥の風俗を描いたもの。画面中央の髪を梳く奥女中が、縦縞に市松模様の柄が入った小袖を着ている。
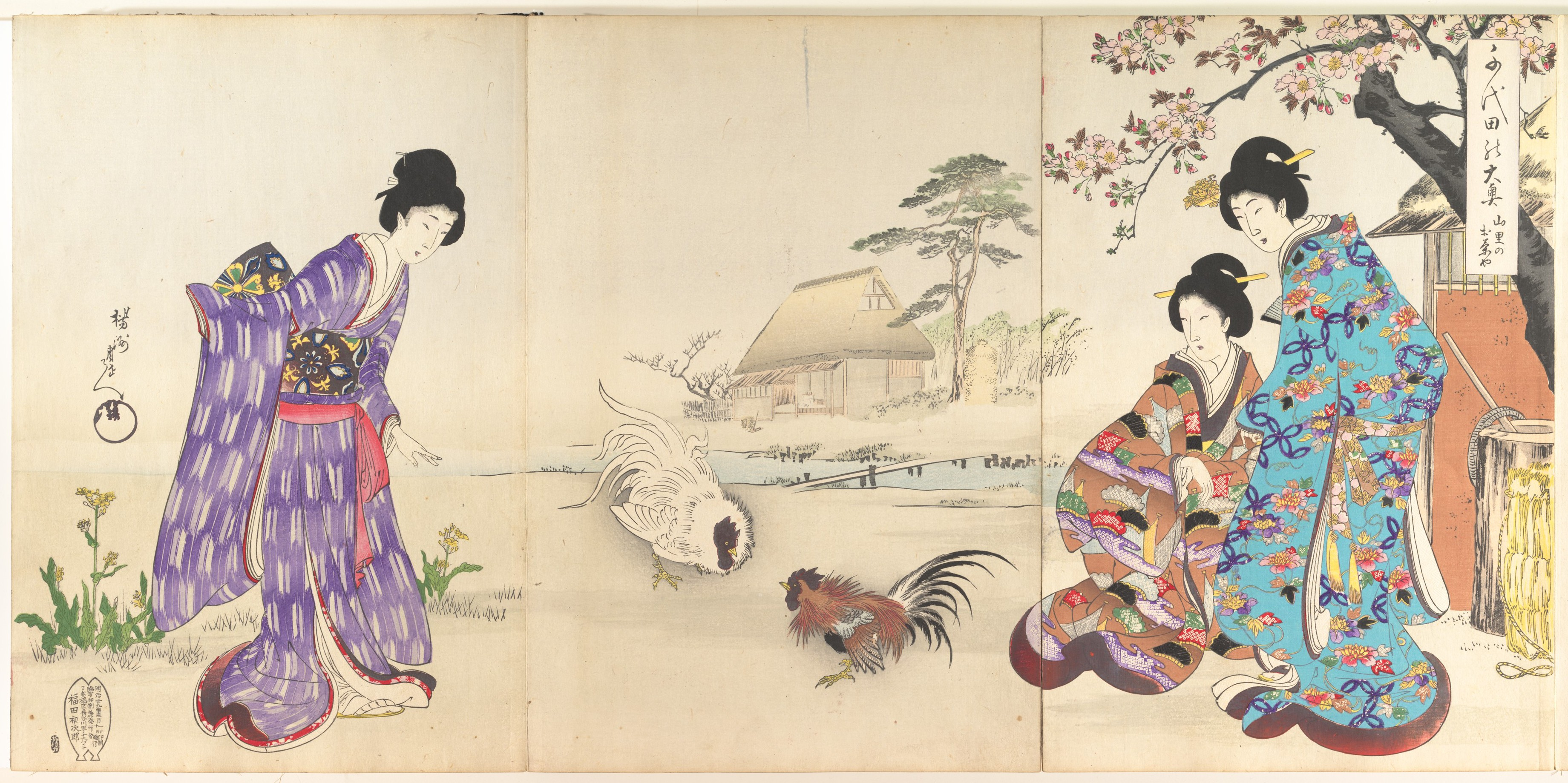
「千代田の大奥　山里のお茶や」　画面左側の腰元が矢絣の振袖を着ている。
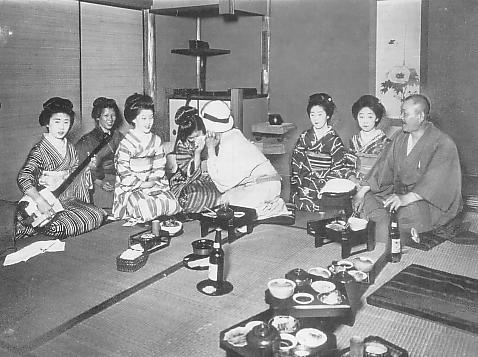
大正時代。写真左から手前二人目の芸妓が、大柄の矢絣模様を着ている。